# Olympische Sommerspiele 2012/Teilnehmer (Marokko)
| Gelbes Symbol für Goldmedaillen mit stilisierten Olympischen Ringen | Graues Symbol für Silbermedaillen mit stilisierten Olympischen Ringen | Braundes Symbol für Bronzemedaillen mit stilisierten Olympischen Ringen |
| ------------------------------------------------------------------- | --------------------------------------------------------------------- | ----------------------------------------------------------------------- |
| —                                                                   | —                                                                     | 1                                                                       |

Marokko nahm in London an den Olympischen Spielen 2012 teil. Es war die insgesamt 14. Teilnahme an Olympischen Sommerspielen. Vom Comité Olympique Marocain wurden insgesamt 67 Athleten in 12 Sportarten nominiert.
Fahnenträgerin bei der Eröffnungsfeier war die Taekwondoin Wiam Dislam.
Bei der Diamond League in Paris am 6. Juli 2012 wurde in einer Dopingprobe von Mariem Alaoui Selsouli das Diuretikum Furosemid, das als maskierendes Mittel für Dopingsubstanzen benutzt werden kann, gefunden und die Läuferin von den bevorstehenden Olympischen Spielen ausgeschlossen, nachdem sie auf die Öffnung der B-Probe verzichtet hatte. Dem 1500-Meter-Läufer Amine Laalou wurde die Einreise verweigert, nachdem ein positiver Dopingbefund (Furosemid) vom 20. Juli 2012 bei der Diamond League in Monaco bekannt geworden war.

## Medaillen

### Medaillenspiegel
| Medaillenspiegel Marokko |                |                              |                           |                           |        |
| Platz                    | Sportart       | Goldmedaille – Olympiasieger | Silbermedaille – 2. Platz | Bronzemedaille – 3. Platz | Gesamt |
| 1                        | Leichtathletik | —                            | —                         | 1                         | 1      |
| Total                    | Total          | —                            | —                         | 1                         | 1      |

### Medaillengewinner

#### Bronze
| Name              | Sportart       | Wettkampf     |
| ----------------- | -------------- | ------------- |
| Abdalaati Iguider | Leichtathletik | 1500 m Männer |

## Teilnehmer nach Sportarten

### Boxen
| Athleten              | Wettbewerb                    | 1. Runde        | 1. Runde | Achtelfinale  | Achtelfinale  | Viertelfinale      | Viertelfinale | Halbfinale    | Halbfinale    | Finale        | Finale        | Rang |
| Athleten              | Wettbewerb                    | Gegner          | Ergebnis | Gegner        | Ergebnis      | Gegner             | Ergebnis      | Gegner        | Ergebnis      | Gegner        | Ergebnis      | Rang |
| --------------------- | ----------------------------- | --------------- | -------- | ------------- | ------------- | ------------------ | ------------- | ------------- | ------------- | ------------- | ------------- | ---- |
| Frauen                |                               |                 |          |               |               |                    |               |               |               |               |               |      |
| Mahjouba Oubtil       | Leichtgewicht bis 60 kg       | –               | –        | Freilos       | Freilos       | Adriana Araújo     | 12:16         | ausgeschieden | ausgeschieden | ausgeschieden | ausgeschieden | 5    |
| Männer                |                               |                 |          |               |               |                    |               |               |               |               |               |      |
| Abdelali Daraa        | Halbfliegengewicht bis 49 kg  | Thomas Essomba  | 10:13    | ausgeschieden | ausgeschieden | ausgeschieden      | ausgeschieden | ausgeschieden | ausgeschieden | ausgeschieden | ausgeschieden | 17   |
| Aboubakr Seddik Lbida | Bantamgewicht bis 56 kg       | Ibrahim Balla   | 16:16    | ausgeschieden | ausgeschieden | ausgeschieden      | ausgeschieden | ausgeschieden | ausgeschieden | ausgeschieden | ausgeschieden | 17   |
| Abdelhak Aatkani      | Halbweltergewicht bis 64 kg   | Richarno Colin  | 10:16    | ausgeschieden | ausgeschieden | ausgeschieden      | ausgeschieden | ausgeschieden | ausgeschieden | ausgeschieden | ausgeschieden | 17   |
| Mehdi Khalsi          | Weltergewicht bis 69 kg       | Yasuhiro Suzuki | 13:14    | ausgeschieden | ausgeschieden | ausgeschieden      | ausgeschieden | ausgeschieden | ausgeschieden | ausgeschieden | ausgeschieden | 17   |
| Badreddine Haddioui   | Mittelgewicht bis 75 kg       | Abbos Atoyev    | 9:11     | ausgeschieden | ausgeschieden | ausgeschieden      | ausgeschieden | ausgeschieden | ausgeschieden | ausgeschieden | ausgeschieden | 17   |
| Ahmed Barki           | Halbschwergewicht bis 81 kg   | Meng Fanlong    | 8:17     | ausgeschieden | ausgeschieden | ausgeschieden      | ausgeschieden | ausgeschieden | ausgeschieden | ausgeschieden | ausgeschieden | 17   |
| Mohamed Arjaoui       | Superschwergewicht über 91 kg | –               | –        | Blaise Yepmou | 15:6          | Roberto Cammarelle | 11:12         | ausgeschieden | ausgeschieden | ausgeschieden | ausgeschieden | 5    |

### Fechten
| Athleten              | Wettbewerb     | 1. Runde        | 1. Runde | 2. Runde      | 2. Runde      | Achtelfinale  | Achtelfinale  | Viertelfinale | Viertelfinale | Halbfinale    | Halbfinale    | Finale        | Finale        | Rang |
| Athleten              | Wettbewerb     | Gegner          | Ergebnis | Gegner        | Ergebnis      | Gegner        | Ergebnis      | Gegner        | Ergebnis      | Gegner        | Ergebnis      | Gegner        | Ergebnis      | Rang |
| --------------------- | -------------- | --------------- | -------- | ------------- | ------------- | ------------- | ------------- | ------------- | ------------- | ------------- | ------------- | ------------- | ------------- | ---- |
| Männer                |                |                 |          |               |               |               |               |               |               |               |               |               |               |      |
| Lahoussine Ali        | Florett Einzel | Guilherme Toldo | 6:15     | ausgeschieden | ausgeschieden | ausgeschieden | ausgeschieden | ausgeschieden | ausgeschieden | ausgeschieden | ausgeschieden | ausgeschieden | ausgeschieden | 33   |
| Abdelkarim El Haouari | Degen Einzel   | Géza Imre       | 8:15     | –             | –             | ausgeschieden | ausgeschieden | ausgeschieden | ausgeschieden | ausgeschieden | ausgeschieden | ausgeschieden | ausgeschieden | 17   |

### Fußball
| Wettbewerb    | Männer |
| ------------- | --- |
| Athleten      | Mohamed Abarhoun Noureddine Amrabat Mohamed Amsif Abdelaziz Barrada El Mahdi Bellaarouss Mohammed Bemammer Zakarya Bergdich Soufiane Bidaoui Bono Soufian El Hassnaoui Yassine El Houasli Omar El Kaddouri Abdelhamid El Kaoutari Zouhair Feddal Driss Fettouhi Rayan Frikeche Yassine Jebbour Houssine Kharja Zakaria Labyad Imad Najah Abdelatif Noussir Adnane Tighadouini |
| Trainer       | Pim Verbeek |
| Gruppenphase  | Honduras 2:2 (1:0) Japan 0:1 (0:0) Spanien 0:0 |
| Viertelfinale | - |
| Halbfinale    | - |
| Finale        | - |

### Judo
| Athleten         | Wettbewerb         | 1. Runde Round of 64 | 1. Runde Round of 64 | 2. Runde Round of 32  | 2. Runde Round of 32 | Achtelfinale Round of 16 | Achtelfinale Round of 16 | Viertelfinale Quarter Final | Viertelfinale Quarter Final | Hoffnungsrunde Halbfinale Repechage | Hoffnungsrunde Halbfinale Repechage | Halbfinale    | Halbfinale    | Hoffnungsrunde Finale Bronze Medal | Hoffnungsrunde Finale Bronze Medal | Finale        | Finale        | Rang |
| Athleten         | Wettbewerb         | Gegner               | Ergebnis             | Gegner                | Ergebnis             | Gegner                   | Ergebnis                 | Gegner                      | Ergebnis                    | Gegner                              | Ergebnis                            | Gegner        | Ergebnis      | Gegner                             | Ergebnis                           | Gegner        | Ergebnis      | Rang |
| ---------------- | ------------------ | -------------------- | -------------------- | --------------------- | -------------------- | ------------------------ | ------------------------ | --------------------------- | --------------------------- | ----------------------------------- | ----------------------------------- | ------------- | ------------- | ---------------------------------- | ---------------------------------- | ------------- | ------------- | ---- |
| Frauen           |                    |                      |                      |                       |                      |                          |                          |                             |                             |                                     |                                     |               |               |                                    |                                    |               |               |      |
| Rizlen Zouak     | Klasse bis 63 kg   | –                    | –                    | Hilde Drexler         | 000:0011             | ausgeschieden            | ausgeschieden            | ausgeschieden               | ausgeschieden               | ausgeschieden                       | ausgeschieden                       | ausgeschieden | ausgeschieden | ausgeschieden                      | ausgeschieden                      | ausgeschieden | ausgeschieden | 17   |
| Männer           |                    |                      |                      |                       |                      |                          |                          |                             |                             |                                     |                                     |               |               |                                    |                                    |               |               |      |
| Yassine Moudatir | Klasse bis 60 kg   | Freilos              | Freilos              | Valtteri Jokinen      | 000:100              | ausgeschieden            | ausgeschieden            | ausgeschieden               | ausgeschieden               | ausgeschieden                       | ausgeschieden                       | ausgeschieden | ausgeschieden | ausgeschieden                      | ausgeschieden                      | ausgeschieden | ausgeschieden | 17   |
| Safouane Attaf   | Klasse bis 81 kg   | Freilos              | Freilos              | Levi Saryee           | 100:000              | Leandro Guilheiro        | 0001:1001                | ausgeschieden               | ausgeschieden               | ausgeschieden                       | ausgeschieden                       | ausgeschieden | ausgeschieden | ausgeschieden                      | ausgeschieden                      | ausgeschieden | ausgeschieden | 9    |
| El Mehdi Malki   | Klasse über 100 kg | –                    | –                    | Mohammad Reza Roudaki | 100:000              | Barna Bor                | 000:100                  | ausgeschieden               | ausgeschieden               | ausgeschieden                       | ausgeschieden                       | ausgeschieden | ausgeschieden | ausgeschieden                      | ausgeschieden                      | ausgeschieden | ausgeschieden | 9    |

### Kanu

#### Kanuslalom
| Athleten      | Wettbewerb | Vorlauf  | Vorlauf | Halbfinale    | Halbfinale    | Finale        | Finale        | Rang |
| Athleten      | Wettbewerb | Zeit     | Rang    | Zeit          | Rang          | Zeit          | Rang          | Rang |
| ------------- | ---------- | -------- | ------- | ------------- | ------------- | ------------- | ------------- | ---- |
| Frauen        |            |          |         |               |               |               |               |      |
| Jihane Samlal | K-1        | 174,09 s | 21      | ausgeschieden | ausgeschieden | ausgeschieden | ausgeschieden | 21   |

### Leichtathletik
Laufen und Gehen
| Athleten               | Wettbewerb       | Runde 1      | Runde 1 | Halbfinale    | Halbfinale    | Finale        | Finale        | Rang |
| Athleten               | Wettbewerb       | Zeit         | Rang    | Zeit          | Rang          | Zeit          | Rang          | Rang |
| ---------------------- | ---------------- | ------------ | ------- | ------------- | ------------- | ------------- | ------------- | ---- |
| Frauen                 |                  |              |         |               |               |               |               |      |
| Hayat Lambarki         | 400 m Hürden     | 55,58 s      | 4       | 56,18 s       | 6             | ausgeschieden | ausgeschieden |      |
| Malika Akkaoui         | 800 m            | 2:01,78 min  | 4       | ausgeschieden | ausgeschieden | ausgeschieden | ausgeschieden |      |
| Halima Hachlaf         | 800 m            | 2:00,99 min  | 3       | ausgeschieden | ausgeschieden | ausgeschieden | ausgeschieden |      |
| Siham Hilali           | 1500 m           | 4:13,34 min  | 2       | ausgeschieden | ausgeschieden | ausgeschieden | ausgeschieden |      |
| Btissam Lakhouad       | 1500 m           | DNF          | DNF     | -             | -             | -             | -             | DNF  |
| Kaltoum Bouaasayriya   | 3000 m Hindernis | 9:58,77 min  | 10      | ausgeschieden | ausgeschieden | ausgeschieden | ausgeschieden | -    |
| Salima Elouali Alami   | 3000 m Hindernis | 9:44,62 min  | 11      | ausgeschieden | ausgeschieden | ausgeschieden | ausgeschieden | -    |
| Nadia Noujani          | 5000 m           | DNF          | DNF     | -             | -             | -             | -             | DNF  |
| Soumiya Labani         | Marathon         | -            | -       | -             | -             | DNF           | DNF           | DNF  |
| Samira Raif            | Marathon         | -            | -       | -             | -             | 2:38:31 h     | 73            | 73   |
| Männer                 |                  |              |         |               |               |               |               |      |
| Aziz Ouhadi            | 100 m            | -            | -       | -             | -             | -             | -             | DNS  |
| Aziz Ouhadi            | 200 m            | 20,80 s      | 6       | ausgeschieden | ausgeschieden | ausgeschieden | ausgeschieden | -    |
| Amine El Manaoui       | 800 m            | 1:48,48 min  | 6       | ausgeschieden | ausgeschieden | ausgeschieden | ausgeschieden | -    |
| Amine Laalou           | 1500 m           | DNS          | DNS     | -             | -             | -             | -             | DNS  |
| Abdalaati Iguider      | 1500 m           | 3:41,08 min  | 2       | 3:33,99 min   | 1             | 3:35,13 min   | 3             | 3    |
| Mohamed Moustaoui      | 1500 m           | 3:37,41 min  | 8       | 3:43,33 min   | 6             | ausgeschieden | ausgeschieden | -    |
| Hamid Ezzine           | 3000 m Hindernis | 8:21,25 min  | 3       | -             | -             | 8:24,90 min   | 7             | 7    |
| Hicham Sigueni         | 3000 m Hindernis | 8:35,89 min  | 10      | ausgeschieden | ausgeschieden | ausgeschieden | ausgeschieden | -    |
| Brahim Taleb           | 3000 m Hindernis | 8:29,02 min  | 3       | -             | -             | 8:32,40 min   | 11            | 11   |
| Soufiyan Bouqantar     | 5000 m           | 13:47,63 min | 18      | ausgeschieden | ausgeschieden | ausgeschieden | ausgeschieden | -    |
| Abdalaati Iguider      | 5000 m           | 13:15,49 min | 5       | ausgeschieden | ausgeschieden | ausgeschieden | ausgeschieden | -    |
| Aziz Lahbabi           | 5000 m           | 13:47,57 min | 15      | ausgeschieden | ausgeschieden | ausgeschieden | ausgeschieden | -    |
| Adil Annani            | Marathon         | -            | -       | -             | -             |               |               |      |
| Abderrahime Bouramdane | Marathon         |              |         |               |               |               |               | DNF  |
| Rachid Kisri           | Marathon         | -            | -       | -             | -             | 2:15:09       | 18            | 18   |

### Radsport

#### Straße
| Athleten          | Wettbewerb       | Zeit       | Rang       |
| ----------------- | ---------------- | ---------- | ---------- |
| Männer            |                  |            |            |
| Soufiane Haddi    | Straßenrennen    | aufgegeben | aufgegeben |
| Adil Jelloul      | Straßenrennen    | 5:46:37 h  | 62         |
| Mouhssine Lahsaïn | Straßenrennen    | aufgegeben | aufgegeben |
| Mouhssine Lahsaïn | Einzelzeitfahren | 57:25,24 h | 34         |

### Reiten
| Athleten         | Wettbewerb | Prozent | Rang |
| ---------------- | ---------- | ------- | ---- |
| Dressur          |            |         |      |
| Yassine Rahmouni | Einzel     | 64.453  | 49   |

### Ringen
| Athleten                         | Wettbewerb       | 1. Runde | 1. Runde | Achtelfinale  | Achtelfinale | Viertelfinale | Viertelfinale | Halbfinale    | Halbfinale    | Hoffnungsrunde Viertelfinale | Hoffnungsrunde Viertelfinale | Hoffnungsrunde Halbfinale | Hoffnungsrunde Halbfinale | Hoffnungsrunde Finale | Hoffnungsrunde Finale | Finale        | Finale        | Rang |
| Athleten                         | Wettbewerb       | Gegner   | Ergebnis | Gegner        | Ergebnis     | Gegner        | Ergebnis      | Gegner        | Ergebnis      | Gegner                       | Ergebnis                     | Gegner                    | Ergebnis                  | Gegner                | Ergebnis              | Gegner        | Ergebnis      | Rang |
| -------------------------------- | ---------------- | -------- | -------- | ------------- | ------------ | ------------- | ------------- | ------------- | ------------- | ---------------------------- | ---------------------------- | ------------------------- | ------------------------- | --------------------- | --------------------- | ------------- | ------------- | ---- |
| griechisch-römischer Stil Männer |                  |          |          |               |              |               |               |               |               |                              |                              |                           |                           |                       |                       |               |               |      |
| Fouad Fajari                     | Klasse bis 55 kg | Freilos  | Freilos  | Håkan Nyblom  | 0:3          | ausgeschieden | ausgeschieden | ausgeschieden | ausgeschieden | ausgeschieden                | ausgeschieden                | ausgeschieden             | ausgeschieden             | ausgeschieden         | ausgeschieden         | ausgeschieden | ausgeschieden | 19   |
| Choucri Atafi                    | Klasse bis 96 kg | Freilos  | Freilos  | Hassine Ayari | 1:3          | ausgeschieden | ausgeschieden | ausgeschieden | ausgeschieden | ausgeschieden                | ausgeschieden                | ausgeschieden             | ausgeschieden             | ausgeschieden         | ausgeschieden         | ausgeschieden | ausgeschieden | 15   |

### Schießen
| Athleten         | Wettbewerb | Qualifikation | Qualifikation | Finale        | Finale        | Ringe | Rang |
| Athleten         | Wettbewerb | Ringe         | Rang          | Ringe         | Rang          | Ringe | Rang |
| ---------------- | ---------- | ------------- | ------------- | ------------- | ------------- | ----- | ---- |
| Frauen           |            |               |               |               |               |       |      |
| Yasmina Mesfioui | Trap       | 61            | 21            | ausgeschieden | ausgeschieden | 61    | 21   |

### Schwimmen
| Athleten      | Wettbewerb  | Vorlauf     | Vorlauf | Halbfinale    | Halbfinale    | Finale        | Finale        | Rang |
| Athleten      | Wettbewerb  | Zeit        | Rang    | Zeit          | Rang          | Zeit          | Rang          | Rang |
| ------------- | ----------- | ----------- | ------- | ------------- | ------------- | ------------- | ------------- | ---- |
| Frauen        |             |             |         |               |               |               |               |      |
| Sara El Bekri | 100 m Brust | 1:08,21 min | 18      | ausgeschieden | ausgeschieden | ausgeschieden | ausgeschieden | 18   |
| Sara El Bekri | 200 m Brust | 2:26,05 min | 11      | 2:25,86 min   | 11            | ausgeschieden | ausgeschieden | 11   |
| Sara El Bekri | 400 m Lagen | 4:53,21 min | 32      | –             | –             | ausgeschieden | ausgeschieden | 32   |

### Taekwondo
| Athleten        | Wettbewerb        | Achtelfinale       | Achtelfinale | Viertelfinale | Viertelfinale | Halbfinale    | Halbfinale    | Hoffnungsrunde Halbfinale | Hoffnungsrunde Halbfinale | Hoffnungsrunde Finale | Hoffnungsrunde Finale | Finale        | Finale        | Rang |
| Athleten        | Wettbewerb        | Gegner             | Ergebnis     | Gegner        | Ergebnis      | Gegner        | Ergebnis      | Gegner                    | Ergebnis                  | Gegner                | Ergebnis              | Gegner        | Ergebnis      | Rang |
| --------------- | ----------------- | ------------------ | ------------ | ------------- | ------------- | ------------- | ------------- | ------------------------- | ------------------------- | --------------------- | --------------------- | ------------- | ------------- | ---- |
| Frauen          |                   |                    |              |               |               |               |               |                           |                           |                       |                       |               |               |      |
| Sanaa Atabrour  | Klasse bis 49 kg  | Carola López       | 0:1          | ausgeschieden | ausgeschieden | ausgeschieden | ausgeschieden | ausgeschieden             | ausgeschieden             | ausgeschieden         | ausgeschieden         | ausgeschieden | ausgeschieden | 11   |
| Wiam Dislam     | Klasse über 67 kg | Glenhis Hernández  | 1:2          | ausgeschieden | ausgeschieden | ausgeschieden | ausgeschieden | ausgeschieden             | ausgeschieden             | ausgeschieden         | ausgeschieden         | ausgeschieden | ausgeschieden | 11   |
| Männer          |                   |                    |              |               |               |               |               |                           |                           |                       |                       |               |               |      |
| Issam Chernoubi | Klasse bis 80 kg  | Nesar Ahmad Bahave | 3:4          | ausgeschieden | ausgeschieden | ausgeschieden | ausgeschieden | ausgeschieden             | ausgeschieden             | ausgeschieden         | ausgeschieden         | ausgeschieden | ausgeschieden | 11   |